# غراهام بروس
غراهام بروس هو سياسي كندي، ولد في 7 يوليو 1952 في دنكان، كولومبيا البريطانية ‏ في كندا. نشط حزبياً في British Columbia Social Credit Party ‏.